# Scutare fimbriata
Scutare fimbriata är en insektsart som beskrevs av Brittin 1915. Scutare fimbriata ingår i släktet Scutare och familjen filtsköldlöss. Inga underarter finns listade i Catalogue of Life.